# Panzer 35 (t)
El Panzerkampfwagen 35 (t), normalment escurçat a Panzer 35 (t) o abreujat com a Pz.Kpfw. 35 (t), va ser un tanc lleuger de disseny txecoslovac utilitzat principalment per l'Alemanya nazi durant la Segona Guerra Mundial. La lletra (t) significava tschechisch (en alemany "txec").
Al servei txecoslovac, tenia la designació formal Lehký tank vzor 35 (Tanc lleuger Model 35), però comunament es coneixia com a LT vz. 35 o LT-35.
En total es van construir 434; d'aquests, els alemanys se'n van apoderar de 244 quan van ocupar Bohèmia-Moràvia el març de 1939 i els eslovacs en van adquirir 52 quan van declarar la independència de Txecoslovàquia al mateix temps. Altres s'exportaren a Bulgària i Romania. Al servei alemany, va veure combat durant els primers anys de la Segona Guerra Mundial, en particular la invasió de Polònia, la batalla de França i la invasió de la Unió Soviètica abans de ser retirat o venut el 1942.

## Disseny i desenvolupament
L'exèrcit txecoslovac havia comprat una tanqueta i un tanc lleuger a ČKD a principis dels anys trenta. Tanmateix, aquests vehicles aviat es van considerar conceptualment obsolets i l'exèrcit va exigir un tanc més modern. Després d'una licitació del Ministeri de Defensa txecoslovac per al nou tanc, Škoda i ČKD van lliurar vehicles relativament similars. Però el model ČKD era un simple desenvolupament posterior del LT vz 34 lliurat anteriorment i va ser rebutjat per l'experiència adquirida amb aquest tipus. El 1934, Škoda va presentar el seu disseny SU de 7 tones a l'exèrcit txecoslovac. No obstant això, malgrat un bon armament, el vehicle es va considerar insuficientment protegit amb un blindatge de només 15 mm. No obstant això, l'experiència adquirida amb aquest projecte va permetre l'any següent dissenyar el model S-II-a (tanc lleuger de cavalleria Škoda) de tal manera que complia els requisits de la licitació. Aquest prototip passaria a la producció sota la denominació de Lehký tank vzor 35.